# Католицизм в Бангладеш

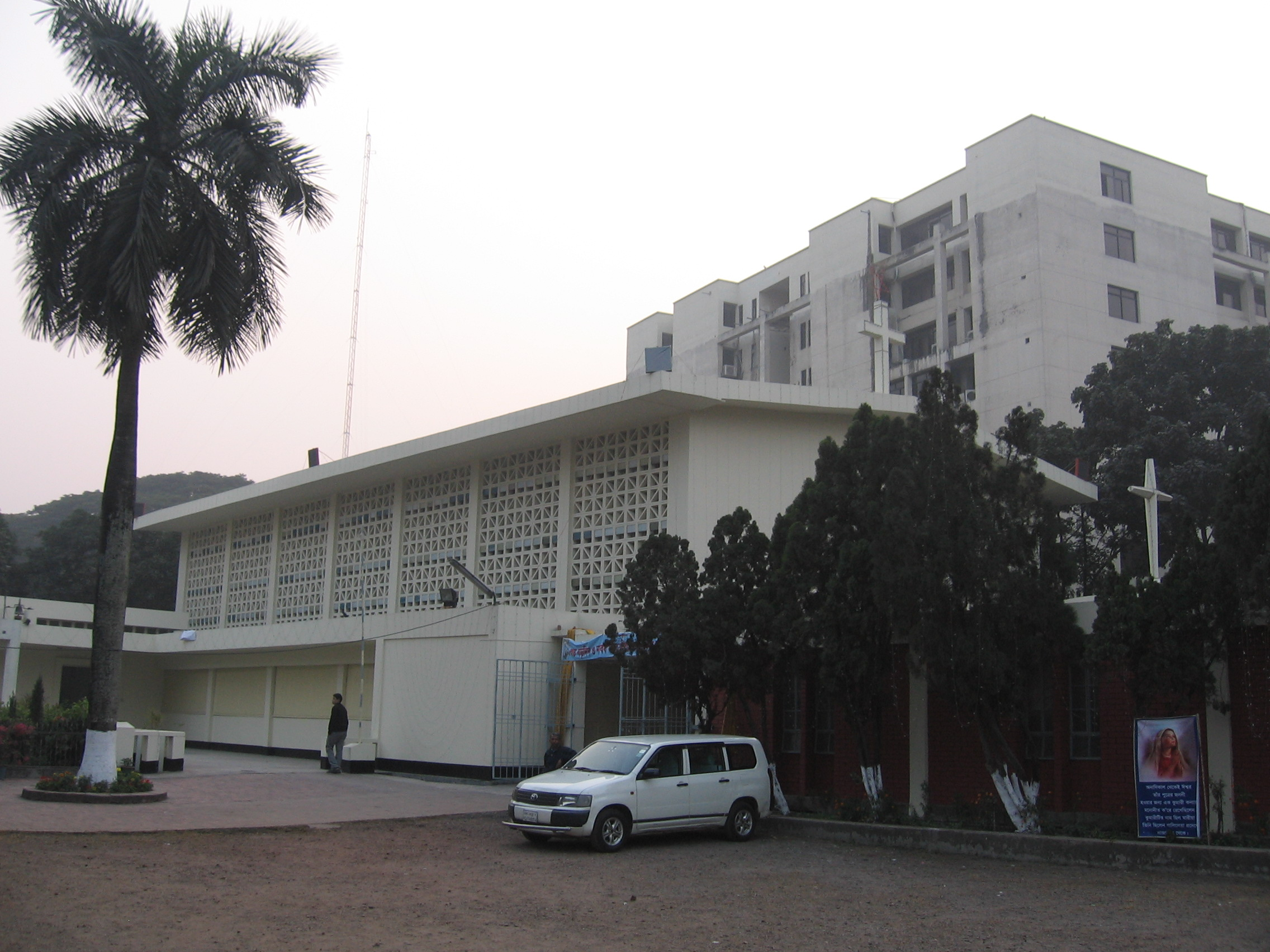
Собор Непорочного Зачатия Пресвятой Девы Марии в Дакке

Католицизм в Бангладеш или Католическая церковь в Бангладеш является частью всемирной Католической церкви. Численность католиков в Бангладеш составляет около 250 тысяч человек (0,2 % от общей численности населения). Конституция Бангладеш провозглашает государственной религией ислам. Несмотря на это, государство гарантирует свободное вероисповедание и выбор человеком религии, что объясняет обширную миссионерскую деятельность Католической церкви среди местного населения, которое в значительной своей части является мусульманским. В настоящее время католическая община Бангладеш состоит из двух основных групп: потомков португальских колонистов и обращённых из анимизма (представители народов ораон, гаро, сантал).

## История
Первые католические миссионеры прибыли в Бенгалию вместе с португальскими колонистами в 1517 году. В 1599 году в Читтагонг прибыли иезуиты для пастырской деятельности среди колонистов. В январе 1600 году была построена первая католическая церковь в городе Саткирха.e
В распространении католицизма в Восточной Бенгалии сыграл значительную роль принц из королевского рода Брушна, известный под христианским именем Дон Антониу де Розарио. В возрасте 20 лет его похитили португальские пираты и отвезли на невольнический рынок Аракан (современная провинция Ракхайн, Мьянма) для продажи на рабство. Его выкупил португальский священник из монашеского ордена августинцев Мануэль де Розарио, от которого он принял христианство с именем Дон Антониу де Розарио. В 1666 году он возвратился на родину, где обратил в христианство свою жену, родных и подданных из своего поместья численностью около 20 — 30 тысяч человек. Считается автором первого печатного прозаического произведения на бенгальском языке, которое сегодня известно под названием «Argument and dispute upon the law between a Roman Catholic and Brahman». Представляет собой религиозный диспут между христианином и брахманом. 
Первая церковная структура Римско-Католической церкви в Бенгалии стал апостольский викариат Бенгалии, учреждённый Святым Престолом в 1834 году. В 1850 году апостольский викариат Бенгалии был разделён на апостольский викариат Восточной Бенгалии и апостольский викариат Западной Бенгалии.
В 1855 году в Бенгалию прибыли миссионеры из Папского института заграничных миссий.
2 марта 1973 года Римский папа Павел VI выпустил бреве Catholica Ecclesia, которым назначил первого нунция в Бангладеш.
В 1886 году в Бенгалии была образована первая католическая епархия с центром в городе Дакка.
В ноябре 1986 году Бангладеш с пастырским визитом посетил Римский папа Иоанн Павел II.

## Церковная структура
Централизованным органом Католической церкви в Бангладеш является Конференция католических епископов Бангладеш. В настоящее время Католическая церковь в Бангладеш состоит из 1 архиепархии, 6 епархий, 77 приходов:
- Архиепархия Дакки;
  - Епархия Динаджпура;
  - Епархия Кхулны;
  - Епархия Маймансингха;
  - Епархия Раджшахи;
  - Епархия Силхета;
  - Епархия Читтагонга.

## Источник
- Католическая Энциклопедия, т. 1, изд. Францисканцев, М., 2002, стр. 454—455, ISBN 5-89208-037-4
- Бреве Catholica Ecclesia, AAS 65 (1973), стр. 236